# Éliane Vogel-Polsky
Éliane Vogel-Polsky (Gand, 5 luglio 1926 – Bruxelles, 13 novembre 2015) è stata una giurista belga, nota per aver fatto riconoscere come diritto individuale l'articolo 119 del Trattato di Roma.

## Biografia
Éliane Vogel è nata a Gand il 5 luglio 1926. I suoi genitori erano russi ed ebrei, immigrati in Belgio dopo la fine della prima guerra mondiale. Nel 1934 la famiglia si trasferì a Bruxelles. Éliane fu iscritta al Lycée Émile Jacqmain di Bruxelles, il cui obiettivo era educare «donne emancipate, destinate a giocare un ruolo importante nella società di domani». La sua educazione fu interrotta dallo scoppio della seconda guerra mondiale. Da lì, infatti, fu espulsa dopo l’imposizione delle leggi razziali (era stato per lei «come ricevere uno schiaffo»). Fra il 1941 e il 1942 le norme antiebraiche, introdotte dalle forze di occupazione tedesche, la obbligarono a finire la scuola, sotto falso nome, presso l'istituto Soeurs Bénédictines de la Paix Notre Dame di Liegi.
Alla fine della guerra s'iscrisse prima alla facoltà di giurisprudenza dell'Université Saint-Louis e poi passò all'Université libre de Bruxelles per il dottorato. Il 7 luglio 1950 si laureò presso ULB insieme a due altre pioniere del diritto belga con le quali sarà legata tutta la vita: Marie-Therese Cuvelliez, con la quale partecipò nel 1952 al Prix Janson per l'eloquenza, che poi ottenne, e Odette De Wynter, che diventò il primo notaio donna del Belgio. Il 1952 fu anche l'anno del matrimonio con l'avvocato André Albert Vogel e di un rallentamento della carriera per la nascita dei tre figli: Jean (1953), Laurent (1955) e Alain (1956).
Nonostante la collaborazione nello studio del marito, Éliane decise di riprendere gli studi e s'iscrisse all'Institut du travail, ottenendo un diploma con lode in diritto e sociologia del lavoro nel 1958. Sempre presso lo stesso istituto seguì anche un corso speciale in diritto sociale conclusosi con la tesi "La législation sociale internationale et les problèmes de la réglementation pacifique des conflits collectifs du travail" e conseguente laurea nel 1963. Infine si iscrisse all'Institut d'Études européennes dell'ULB ottenendo il 6 ottobre 1965, la specializzazione in studi europei a pieni voti. Con tre specializzazioni a pieni voti, iniziò una brillante carriera accademica presso l'ULB.
Il 1966 fu un anno di svolta per lei, fortemente impressionata dallo sciopero delle operaie della Fabrique Nationale de Herstal che rivendicavano un trattamento pari a quello maschile. Lo sciopero durò 12 settimane con lo slogan " À salaire égal, travail égal" (in italiano: stesso salario, per lo stesso lavoro). Da quel momento in poi si dedicò attivamente all'applicazione dell'articolo 119 del Trattato di Roma. L'articolo infatti prevede una uguale retribuzione a fronte di un uguale lavoro. Lo sciopero, conclusosi a maggio, non ebbe l'esito auspicato ma da quel momento Éliane divenne un'accesa femminista e si adoperò per l'applicazione dell'articolo 119. Particolarmente importante fu la vittoria presso la Corte di giustizia europea nella sentenza Defrenne contro Sabena. Gabrielle Defrenne, una hostess della Sabena, era stata licenziata al compiere dei  40 anni perché la politica aziendale imponeva solo donne giovani, belle, senza marito né figli; gli steward, al contrario, potevano lavorare fino a 55 anni, e non solo con una paga più alta, ma anche con una pensione extra che veniva garantita dopo 23 anni di servizio. La discriminazione era evidentissima, ma grazie alla storica sentenza, emessa l'8 aprile 1976, non solo venne riconosciuta la diretta applicabilità dell'articolo 119, ma anche l'uguaglianza di genere come «un diritto umano fondamentale». Éliane Vogel-Polsky è ormai considerata come una delle madri dell'Europa.
Decede all'età di 90 anni a Bruxelles il 13 novembre 2015.

## Onorificenze e riconoscimenti
- Nel 1999 le è stato conferito:

- Nel 2019 la città di Bruxelles le dedica una strada.[12]

- Il 19 febbraio 2020 l'Université libre de Bruxelles organizza una cerimonia in suo onore, durante la quale il suo nome viene attribuito a un auditorio del campus Solbosch.[13]